# Durcissement (électronique)
Pour les articles homonymes, voir Durcissement.

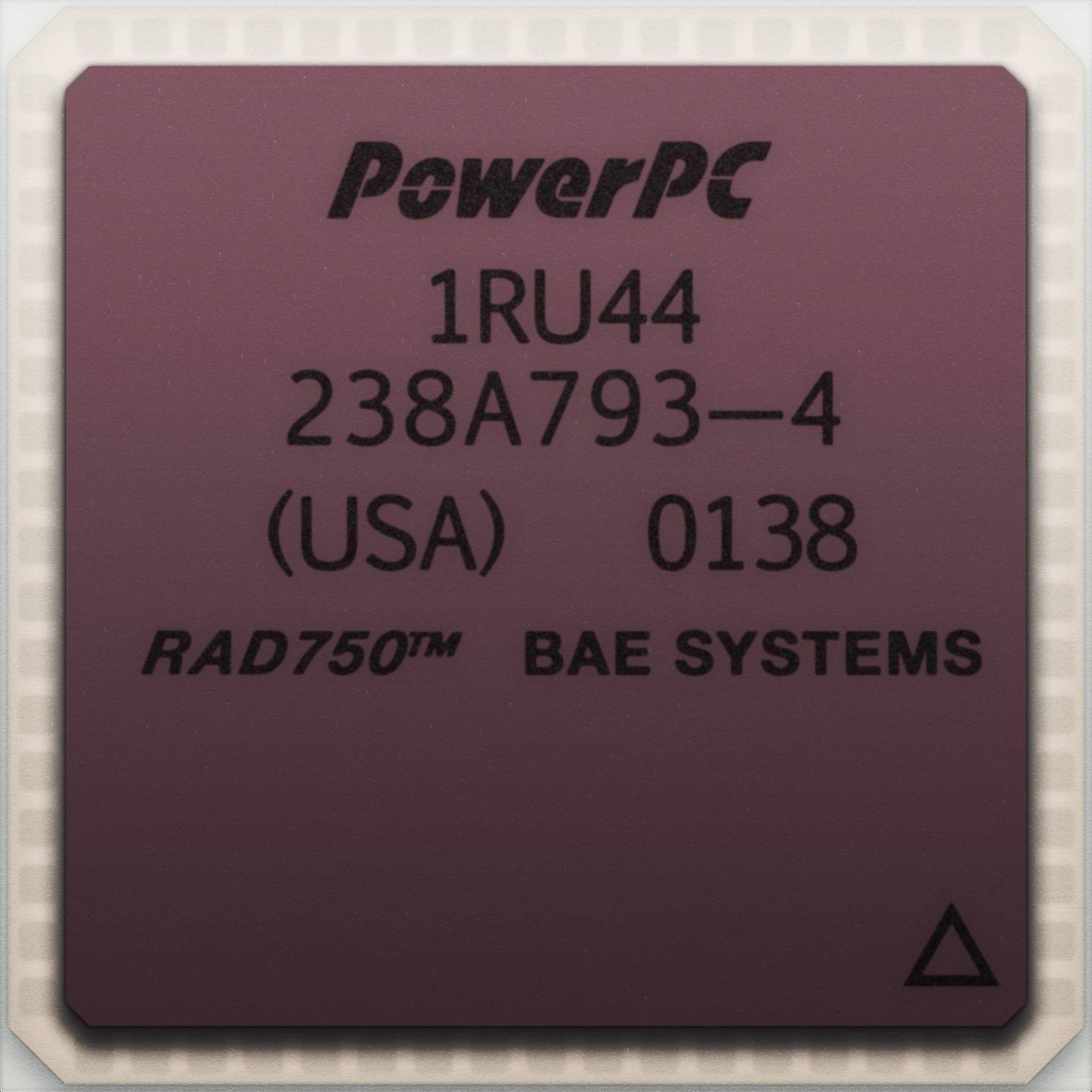
Une illustration du processeur RAD750 de BAE Systems résistant aux rayonnements ionisants. Fabriqué dans la semaine 38 de 2001 et monté sur un système de durcissement.

Le durcissement des composants électroniques contre les rayonnements ionisants désigne un mode de conception, de réalisation et de test des systèmes et composants électroniques pour les rendre résistants aux dysfonctionnements et dégradations causés par des rayonnements électromagnétiques et les particules subatomiques énergétiques rencontrés lors des vols spatiaux ou en haute altitude, ainsi que dans l'environnement des réacteurs nucléaires, voire lors d'opérations militaires.
La plupart des composants « durcis » face aux rayonnements ionisants sont des adaptations de composants du marché, réalisés selon des procédés destinés à limiter les effets des radiations sur les matériaux qui les constituent. En raison de la complexité de ces adaptations, le développement de tels composants, destinés à un marché de niche, prend du temps et revient cher. C'est la raison pour laquelle ces composants offrent des performances souvent très en retrait par rapport à leurs équivalents contemporains du marché.

## Dommages dus aux rayonnements ionisants
Une simple particule chargée de haute énergie traversant un matériau semi-conducteur est susceptible d'injecter des centaines d'électrons dans la bande de conduction, accroissant le bruit électronique et provoquant un pic de signal dans un circuit analogique, ou faussant les calculs dans un circuit numérique. À plus forte énergie, c'est la qualité même des matériaux, et par conséquent leurs propriétés physiques, qui peut être définitivement dégradée, conduisant à la destruction pure et simple du composant irradié. C'est un problème particulièrement critique pour l'électronique des satellites et des vaisseaux spatiaux, de l'aviation militaire, et des installations nucléaires.
Les méthodes employées pour rendre les composants électroniques résistants aux radiations sont généralement désignées du terme anglais radiation hardening, et de tels composants sont dits rad-hard ; les termes français radiodurcissement et radiodurci, qui seraient équivalents, ne se rencontrent quasiment jamais dans la littérature.

## Principales sources d'exposition
Les principales sources d'exposition aux rayonnements ionisants sont le vent solaire et les ceintures de Van Allen pour l'électronique spatiale, le rayonnement cosmique dans l'espace ainsi que dans l'atmosphère à haute altitude, des isotopes radioactifs dans les matériaux des boîtiers des composants électroniques eux-mêmes, et bien entendu les réactions nucléaires dans les centrales nucléaires ou lors d'explosions de charges nucléaires ou thermonucléaires.
- Le vent solaire provient du soleil et est constitué de protons et d'électrons pourvus d'énergies de l'ordre de 1 keV. Le vent solaire est surtout dangereux lors des rafales consécutives aux éruptions solaires, ce qu'on appelle les tempêtes solaires, au cours desquelles le flux de particules énergétiques peut être multiplié par mille.
- Les ceintures de Van Allen s'étagent de 700 à 10 000 km d'altitude pour la ceinture intérieure, et de 13 000 à 65 000 km d'altitude pour la ceinture extérieure. La ceinture intérieure est constituée de protons pourvus d'énergies de l'ordre de 100 MeV avec des flux pouvant atteindre 109 protons/m2/s selon l'activité solaire et l'état de la magnétosphère. La ceinture extérieure est constituée d'électrons pourvus d'énergies de l'ordre de 10 MeV avec des flux d'environ 107 à 108 électrons/m2/s.
- Les rayons cosmiques proviennent de toutes les directions et sont composés à près de 90 % de protons, 9 % de particules α et 1 % d'électrons (rayonnement β−), avec quelques ions lourds particulièrement énergétiques ainsi que des rayons X et ultraviolets. L'essentiel des dommages provient de particules aux énergies comprises entre 108 et 2 × 1010 eV, bien que certaines particules atteignent des énergies aussi considérables que 1020 eV : la particule la plus énergétique jamais observée, détectée le 15 octobre 1991 et surnommée « particule "Oh My God!" », possédait une énergie de 3 × 1020 eV, c'est-à-dire une grandeur macroscopique de 50 J correspondant à l'énergie cinétique d'une balle de baseball lancée à 96 km/h ; on pense qu'il s'agissait d'un proton relativiste se déplaçant quasiment à la vitesse de la lumière, précisément à (1 − 5×10−24)×c d'après les calculs. L'atmosphère filtre la plupart de ces particules, ce qui fait qu'elles affectent plutôt principalement les vols stratosphériques et spatiaux.
- Certains matériaux des boîtiers électroniques peuvent produire, par désintégration, des particules α.
- Les réactions nucléaires génèrent différents types de particules :
  - des photons X,
  - des photons gamma,
  - des neutrons.

La gamme d'énergie des neutrons produits dépend du type de réaction nucléaire. On considère classiquement les dommages produits par des neutrons de 1 MeV pour une réaction de fission et ceux produits par des neutrons de 14 MeV pour une réaction de fusion. Lorsque les neutrons produits interagissent avec les molécules de l'air ou les structures d'un système, ceux-ci se « thermalisent » et descendent à une énergie dans la gamme de 25 meV.
- Les particules secondaires résultent de l'interaction des particules énergétiques avec les matériaux environnant immédiatement les composants électroniques.

## Effets des radiations sur les composants électroniques

### Mécanismes physiques
Deux types d'effets directs sont à considérer :
- Les défauts cristallins induits par les particules subatomiques ainsi que par les photons gamma de très grande énergie, perturbent le réseau cristallin des matériaux électroniques et provoquent des désordres irrémédiables en multipliant les centres de recombinaison. Ceci a pour effet de neutraliser l'essentiel des porteurs minoritaires et donc de modifier sensiblement les propriétés électroniques des matériaux irradiés. De façon quelque peu paradoxale, des doses de radiations supérieures sur de brèves périodes de temps peuvent générer un recuit qui restaure partiellement les propriétés du matériau, conduisant à des dommages moindres que ceux produits par des doses de radiations plus faibles mais sur une plus longue période de temps. Les transistors bipolaires sont particulièrement sensibles à ce type de dégâts en raison du rôle déterminant que jouent les porteurs minoritaires dans ce type de structures.

- Les effets ionisants provoqués par les particules chargées, y compris celles dont l'énergie est trop faible pour induire des défauts cristallins, sont généralement transitoires mais peuvent conduire à la destruction des composants touchés, notamment par effet de latchup (voir plus loin). Les photocourants induits par les rayons X et ultraviolet peuvent également être rangés dans cette catégorie d'effets. L'irradiation des transistors MOSFET provoque l'accumulation progressive de trous dans la couche d'oxyde qui finit par dégrader leurs performances jusqu'à les détruire.

Par ailleurs, dans le cas d'explosions nucléaires ou thermonucléaires, des phénomènes de couplages électromagnétiques sont également à considérer. Ceux-ci doivent donc être pris en compte lorsqu'il s'agit de protéger les équipements électroniques embarqués sur des systèmes devant rester opérationnels après de telles agressions. Les phénomènes de couplage électromagnétique sont :
- pour une explosion à haute altitude :
  - les interactions des photons avec les molécules de l'air, des phénomènes de type Impulsion Electro-Magnétique Nucléaire (IEMN) caractéristique d'une explosion Haute Altitude pour des systèmes au sol ou à basse altitude, ou SREMP (Source-Region  ElectroMagnetic Pulse) pour des systèmes positionnés au voisinage de l'explosion, ou encore DEMP (Diffused ElectroMagnetic Pulse) pour des systèmes spatiaux (satellites) exposés à des effets trans-horizon ;
  - les interactions des photons avec les matériaux du système l'arrachage des électrons induit par l'arrivée du flux de photons issus de l'explosion conduit à des champs électromagnétiques et des courants parasites transitoires très importants (phénomène SGEMP ou System Generated ElectroMagnetic Pulse) ;

- pour une explosion à basse altitude, une Impulsion ElectroMagnétique Nucléaire (IEMN).

### Manifestation de ces effets
Du point de vue de l'utilisateur, on peut classer ces effets en plusieurs groupes :
- Effets des neutrons : il s'agit principalement des défauts cristallins induits par les neutrons de grande énergie. Ces défauts cristallins constituent autant de centres de recombinaison qui réduisent la durée de vie des porteurs minoritaires. Ils affectent donc surtout les transistors bipolaires et peu les transistors CMOS. Le comportement des transistors bipolaires en silicium change dès 1010 à 1011 neutrons/cm2, tandis que les transistors CMOS demeurent indemnes jusqu'à des taux de 1015 neutrons/cm2. Les diodes électroluminescentes (LEDs) en arséniure de gallium (GaAs) sont également très sensibles aux neutrons. La sensibilité des composants électroniques à ce type de défauts augmente avec le degré d'intégration et donc avec la finesse des circuits. Les neutrons sont également susceptibles d'induire une radioactivité secondaire par excitation des noyaux atomiques dans le matériau du composant électronique.

- Effet de dose : il s'agit d'une dégradation progressive des performances des composants électroniques sous l'effet d'une irradiation prolongée. Un composant en silicium ayant reçu une dose de radiations cumulée de plus de 50 Gy pendant quelques secondes à quelques minutes sera définitivement endommagé. Dans les circuits CMOS, les rayonnements ionisants génèrent des paires électrons-trous dans les couches isolantes de la grille qui provoquent l'apparition d'un photocourant lors de leur recombinaison, tandis que les trous piégés dans le réseau cristallin de l'isolant modifient le courant de seuil des transistors : les MOSFETs canal N commutent de plus en plus facilement, tandis que les MOSFETs canal P commutent de plus en plus difficilement ; à terme, ces transistors cessent complètement de fonctionner.

- Effets transitoires : ils surviennent lors d'une exposition intense mais brève à un rayonnement ionisant, typiquement en cas d'explosion nucléaire, et génèrent des photocourants à travers l'ensemble du matériau semi-conducteur, conduisant les cellules mémoires à basculer et les transistors à changer d'état logique de façon aléatoire. Des dégâts permanents peuvent survenir lorsque l'irradiation se prolonge ou si l'impulsion provoque des courts-circuits ou des phénomènes de latchup ; ces derniers sont fréquemment causés par les flashes de rayons X et gamma des explosions nucléaires.

- Effets singuliers : ils sont provoqués au passage d'une particule unique, généralement un ion lourd ou un proton énergétique, et se décomposent en effets transitoires (erreurs logicielles : SEU « SINGLE EVENT UPSET ») et effets permanents (erreurs matérielles : SEL « SINGLE EVENT LATCHUP »).
  - Un SEU se matérialise typiquement par le changement d'état logique d'une cellule mémoire sous l'effet d'une particule chargée. C'est un effet transitoire qui sera effacé par la réécriture de la cellule mémoire affectée. Tout circuit électronique qui possède des cellules mémoires est susceptible de connaître des SEU.
  - Un SEL survient par la mise en conduction d'une succession de jonctions PNPN, présente dans tous les circuits CMOS, formant un thyristor parasite dont le déclenchement provoque un court-circuit entre l'alimentation et la masse du circuit, ce qui peut conduire à sa destruction.

## Techniques de durcissement aux radiations

### Techniques de durcissement matériel
Les circuits durcis aux radiations sont souvent réalisés sur matériau isolant plutôt que sur substrat semi-conducteur. Les techniques SOI (« Silicon On Insulator », en l'occurrence de l'oxyde de silicium SiO2) et SOS (« Silicon On Sapphire », c'est-à-dire sur oxyde d'aluminium Al2O3) sont les plus employées. Les composants commerciaux supportent des doses de radiations de 50 à 100 Gy, alors que les composants spatiaux conçus en SOI ou SOS supportent des doses plusieurs dizaines de fois plus élevées.
À défaut, on choisit de préférence des substrats à large bande interdite, tels que le carbure de silicium et le nitrure de gallium, afin de limiter l'effet des centres de recombinaison des porteurs (électrons et trous) au niveau des défauts cristallins induits par les radiations.
On utilise plutôt les mémoires statiques (SRAM) de préférence aux mémoires dynamiques (DRAM), dont les cellules sont plus petites (donc plus sensibles aux effets d'une particule énergétique isolée) et les condensateurs structurellement plus sensibles aux radiations au niveau de la couche isolante sous la grille.
On recouvre le circuit de verre de borophosphosilicate appauvri en bore 10, lequel absorbe les neutrons et se désintègre en émettant des particules α.
Il est également possible de blinder le boîtier du composant pour protéger celui-ci des radiations.
On notera que le durcissement militaire (pour les systèmes devant survivre à des agressions nucléaires) conduit à des problématiques et donc des solutions techniques tout à fait spécifiques, d'une part du fait des niveaux de fluences photoniques et neutroniques devant être considérées, et d'autre part du fait des problématiques de couplages électromagnétiques. On peut aussi remarquer que le durcissement militaire doit être complété par un durcissement à l'Environnement Radiatif Naturel (ERN) pour les systèmes devant fonctionner dans l'espace.

### Techniques de durcissement logique
Les mémoires à correction d'erreur implémentent des bits de parité pour contrôler la validité des informations stockées afin de pouvoir éventuellement restaurer l'intégrité de leurs informations. Elles doivent être en permanence nettoyées par un circuit dédié qui contrôle les bits de parité et gère le rafraîchissement des données corrompues.
Il est possible d'implémenter, dans la logique des circuits électroniques, un certain niveau de redondance, par exemple en remplaçant un bit critique par trois bits dont la valeur unique sera évaluée par une logique de vote à partir de la valeur commune à au moins deux bits sur les trois. Cette technologie présente l'avantage d'être fiable en temps réel car elle ne demande pas de recalcul. Elle est néanmoins très consommatrice en silicium, multipliant par cinq la surface du circuit ainsi adapté, de sorte qu'on la réserve pour les logiques critiques de petite taille. Une alternative consiste à introduire une logique de vote entre trois blocs logiques plutôt qu'entre chacun des bits d'un bloc logique, par exemple entre trois instances d'une même unité d'un processeur (ALU, FPU, MMU etc.).
La redondance des systèmes électroniques eux-mêmes est une réponse classique aux aléas provoqués par les radiations, par exemple avec au moins trois systèmes fonctionnant en même temps qui comparent leurs résultats ; les systèmes qui produisent des résultats minoritaires doivent les recalculer, et tout système qui produit des résultats erronés de façon répétée peut être programmé pour être neutralisé.
Un mécanisme reposant sur une horloge de surveillance peut également permettre de réinitialiser un circuit logique lorsque le système n'est plus en mesure d'écrire une valeur correcte dans l'horloge ; celle-ci termine alors son compte à rebours en forçant la réinitialisation du système. C'est le stade ultime après les autres techniques de durcissement contre les radiations.

## Exemples de systèmes électroniques radiodurcis
- IBM System/4 Pi, conçu dans les années 1970 pour équiper notamment les bombardiers B-52 de l'USAF ainsi que le Skylab et les navettes spatiales de la NASA.
- Mongoose-V réalisé pour la NASA dans les années 1990 à partir d'un MIPS R3000 pour équiper notamment le satellite Earth Observer 1 ainsi que la sonde New Horizons à destination de Pluton et de la ceinture de Kuiper.
- ERC32 puis LEON ont été conçus par Jiri Gaisler pour l'Agence spatiale européenne. Ils sont disponibles en VHDL, respectivement sous licence publique générale limitée GNU et licence publique générale GNU.
- RAD6000 de BAe Systems sur la base d'une architecture IBM POWER qu'on trouve dans les rovers martiens Spirit et Opportunity.
- RAD750 comme successeur du RAD6000 pour la sonde Deep Impact, pour l'orbiteur Mars Reconnaissance Orbiter et les astromobiles Mars Science Laboratory et Perseverance.